# ダーティ・ループス
ダーティ・ループス（Dirty Loops）は、スウェーデン出身の3人組バンド。

## 来歴
メンバー3人共、欧州最古の音楽学校であるソードラ・ラテン音楽学校からスウェーデン王立音楽アカデミーに進学。
ソードラ・ラテン音楽学校時代、ヘンリックとは友人だったアーロンがジョナに声をかけ、3人でバンド結成。
実験的な音楽を創造しインターネットから売り出すというスタイルを考え、アデル、ブリトニー・スピアーズ、ジャスティン・ビーバー、レディガガといった検索されやすい人気歌手の楽曲カバーをYouTubeにアップする手法を編み出す。白黒の演奏動画はインパクトを与え、後に同様のスタイルで動画を上げることを「DIRTY LOOPS STYLE」と呼ぶ者もいる。
2011年7月、レディガガの「ジャスト・ダンス」のカバー演奏動画をYouTubeに公開。アップした5本の動画が話題を呼び、累計で2000万ビューを超え知名度を上げた。また、平行してスウェーデンの歌手ダニー・ソーシドのライブにバックバンドとしてダーティ・ループスで参加。楽曲カバー動画を見たデイヴィッド・フォスターが1年かけて口説き落とし音楽レーベル、ヴァーヴ・レコードと契約。
2012年、デイヴィッド・フォスター&フレンズのツアーに帯同し、初来日も果たした。
2013年11月19日（日本では11月18日）、ファースト・シングル「ヒット・ミー」でデビュー。
2014年2月25日、日本デビューに先駆け、ショーケース「J-WAVE SHOWCASE LIVE feat. DIRTY LOOPS」が渋谷 SOUND MUSEUM VISIONで開催。
4月16日にファースト・アルバム『ダーティ・ループス (Loopified)』をリリース、4月20日にタワーレコード渋谷店でインストア・ライブ&サイン会を開催。
5月16、18日にビルボードライブ東京、ビルボードライブ大阪でライブ。
8月5日（日本では10月8日）、17歳のギタリストアンドレアス・ヴァラディのデビュー・アルバムにダーティ・ループスとして1曲参加。8月16日、横浜赤レンガパークで行なわれた、音楽番組『LIVE MONSTER』の初のライブ・イベント「LIVE MONSTER LIVE」に出演。「ダーティ・ループス"ヒット・ミー" ジャパン・ツアー 2014」と題して、11月26日、27日、28日にそれぞれ東京豊洲PIT、名古屋ダイアモンドホール、大阪なんばHatchで日本ツアーが行なわれた。プロモーションも含め、2014年だけで6回来日した。
2015年、「ロスト・イン・ユー」が『テラスハウス クロージング・ドア』の挿入歌に採用。欧州最大の歌謡祭「ユーロビジョン・ソング・コンテスト」のスウェーデン代表を決める番組『メロディーフェスティバーレン』にて、前年優勝者の曲を人気アーティストがカヴァーするコーナーに出演し、昨年の優勝曲であるサンナ・ニールセンの「UNDO」を演奏。「テイク・オン・ザ・ワールド」が「スーパーフォーミュラ」の2015年シーズンのテーマソングに採用。マルーン5・ワールド・ツアー 2015の日本公演、9月2日に横浜アリーナで行なわれたマルーン5のオープニングアクトとしてツアーに帯同（9月1日に予定されていた大阪公演はマルーン5側の都合で開催中止）。
2016年、サムスン電子のスマートフォンGalaxyの最新機S7/S7 edgeのキャンペーンに起用され、Galaxyのテーマ曲である「Over the Horizon」のカバー曲 を発表し、着信メロディにも採用された。12月8、9日に行なわれた、ドバイのパラッツォ・ヴェルサーチホテル内にオープンするクインシー・ジョーンズのQ's BAR AND LOUNGEのグランドオープニング・イベントに参加。
2017年、3年ぶりに来日。ブルーノート東京 にて、8月22、23、24日に公演が行なわれた。
2019年頃より、クインシージョーンズプロダクションがマネジメントを行なう。5月20日（日本では5月21日）に「Work Shit Out」、10月1日（日本では10月2日）に「NEXT TO YOU」 をそれぞれYoutube上で発表。
2020年、3年ぶりに来日し、4月13日にビルボードライブ横浜、4月15、18日にビルボードライブ東京、4月16日にビルボードライブ大阪で公演を予定していたが、世界的な新型コロナウィルスの流行により全公演中止。4月24日（日本では4月25日早朝）に「Rock You」 をYoutube上で発表。また、インストゥルメンタルの曲である「Old Armando Had A Farm」「Bitten By The Kitten」「Coffee Break Is Over」「Pink Power」もYoutube上で発表。11月18日に6年ぶりのアルバム『フェニックス』を発表。同日、「World On Fire」 をYoutube上で発表。
2021年7月21日(日本では22日)、ベース譜とドラム譜のそれぞれのソングブックを発売。8月19日(日本では20日)、ギタリストのコリー・ウォンとの曲「Follow The Light」を発表、9月4日には先述の曲を含むアルバム『TURBO』をデジタル配信で発表。
2022年、5年ぶりに来日し、8月31日、9月1日にビルボードライブ東京、9月3日にビルボードライブ横浜、9月5日にビルボードライブ大阪にてライブを行なう。9月1日のセカンドステージ、9月3日は、メンバーの音楽仲間で日本在住のサクソフォーンプレイヤーのビョーン・アルコがゲスト参加した。
ライブはメンバー＋1人のサポート・キーボードを加えて4人でステージに立つことが多い。
アヴィーチー、ブライアン・マックナイト、クインシー・ジョーンズなど大物音楽家からもその実力の高さを称えられている。

## メンバー
ジョナ・ニルソン（Jonah Nilsson）2月26日生 - ボーカル、キーボード
両親が教会で働いており、1歳から聖歌隊に入隊していた。11歳からピアノを始め、様々な音楽学校で学ぶ。19歳の時にスウェーデンのオーディションテレビ番組『Idol 2006』に出演。高校生でミュージシャンとしての活動を始めると、ダニー・ソーシドの曲のプロデュース、ツアーにも参加しバックコーラスとピアノを担当。それを見た多数のアーティストが仕事を依頼し、エイス・オブ・ベイスのジェニー・バーグレンへ作曲とプロデュースも行なった。ちなみに、「ダーティ・ループス（Dirty Loops）」というバンド名は、ダニー・ソーシドが命名した。バンドと並行してソロ活動も行ない、2018年6月8日発売のデビューシングル「COFFEE BREAK」を発表。この曲にはリチャード・ボナも参加。その他数曲発表し、2018年6月にはソロで来日した。デビュー前後はコルグのX50を愛用していたが、現在は同じくコルグのクロノス を使用している。作曲時は譜面に落とさず、頭のなかで考えたものをコンピュータに入力している。使用するDAWはLogicとCubase。ライブではキーボードをクリスチャンにまかせてボーカルに徹することも多いが、「ヒット・ミー」の歌い出しのバックの複雑なキーボードフレーズを弾きながら歌う等、ボーカル、キーボードともに定評がある。「無人島に持って行くならどのCD?」という質問でパット・メセニーの『シークレット・ストーリー』を挙げている。
ヘンリック・リンダー（Henrik Linder）3月16日生 - ベース
4歳からピアノを始め、管楽器などにも試みた後、13歳の時に好きだった女の子に「ベースが一番セクシー」と言われベースを手に取る。レッド・ホット・チリ・ペッパーズのフリーに憧れ、その後は幅広いジャンルのベーシストを研究し、16歳からセッションを行っていた。ワーク・オブ・アートのレコーディング/プロモーションビデオ への出演、ジョナサン・フリッツェンのレコーディング等にも参加。ロック・バンドにも参加していた。2014年の来日で『スッキリ!!』に出演した際、「カシオペアをやりたい」と日本のフュージョン・バンドの名前を挙げ、またFacebook上ではファンからの「カシオペアでやりたい曲は?」という質問に対して「Messengers」と答えるほど、日本のフュージョンにも精通している。『ベース・マガジン』2014年7月号の表紙を飾る。2014年11月、アメリカの『Bass Player』誌のYoung Gun Award受賞。サポートキーボードのクリスチャン、弟のエリック・リンダーと共にフュージョン・バンドのリンダー・ブラザーズとして2015年にアルバムをリリース し、同年7月には大阪・東京でライブも行なわれた。2020年才恵加のアルバム『pastel』の「Twilight」、2021年にはI.T.R.（IKUO、村田隆行）の「We Love Henrik」に参加。2022年スティーブ・ヴァイの『Inviolate』の「Apollo In Color」に参加。ベースはスウェーデンの工房マッティソンベース、アンプはEBSを使用。
アーロン・メルガルド（Aron Mellergårdh）3月1日生 - ドラムス
両親が歌手・演奏家という音楽一家に育つ。ドラムは一番上の兄からの影響でスタート。15歳の頃ストックホルムのほとんどの音楽学校の入試オーディションを受け、すべてのオーディションで史上最高得点を叩き出し伝説になった。音楽学校で機材をもっとも借りた、という歴代記録を作った。3位が500アイテム、2位がヘンリックの記録で1200アイテム、1位のアーロンは2500アイテム。2011年、エリック・サーデのアルバムに参加。ドラムはドラム・ワークショップ、シンバルはセイビアン、ドラムヘッドはレモ。スティックはヴィックファース 、2021年頃からはスウェーデンのメーカーwincentを使用している。ヘンリックとはダーティ・ループスのデビュー前の10代の頃から、「Danger on the Roof」、「MOONLIGHT SAILORS」というバンドも一緒に組んでいた。著名アーティストのヒット曲をフュージョン・アレンジにしてカバーするのはアーロンのアイデア。ジェフ・ポーカロ、ウィリアム・ケネディ、デイヴ・ウェックル、サイモン・フィリップスらを好きなドラマーとして挙げている。日本のゲームセンターにある太鼓の達人がお気に入りで、来日のたびに楽しんでいる。

## ディスコグラフィ

### アルバム
- 『ダーティ・ループス』 - Loopified (2014年)
  - 日本では4月16日、英国では5月19日、米国では8月19日に発売された。
  - 日本盤・英国盤には、「Automatic」（宇多田ヒカルのカバー）、「Got Me Going」の2曲が収録されている。
  - 「Automatic」の歌詞の英訳は、スライ&ロビーのアルバム『Jパラダイス』に収録されている「Automatic」の英訳を使用している。
  - 米国盤は上記2曲がない代わりに、「Circus」（ブリトニー・スピアーズのカバー）、「Rolling In The Deep」（アデルのカバー）、「Baby」（ジャスティン・ビーバーのカバー）の3曲が収録されている。
  - 『ダーティ・ループス〜コンプリート・エディション〜』としてデビュー前にYouTubeにアップしていた曲、新曲「Where's the Beat」を加えた2枚組CDで2014年10月8日に発売。ジャケットはメンバー自身も大ファンと公言する『ジョジョの奇妙な冒険』の作者荒木飛呂彦。
- 『フェニックス』 - Phoenix (2020年)
  - 日本盤は、通常版と、YouTube上に公開されたMVを収録したBlu-ray付きのデラックス・エディションが発売された。
  - 日本盤は、コロナ禍にYouTubeで発表された「Old Armando Had A Farm」「Bitten By The Kitten」「Coffee Break Is Over」「Pink Power」も収録。
- 『ターボ』 - Turbo (2021年)
  - ギタリストのコリー・ウォンとの共作。
  - デジタル配信のみだが、予約限定でLPでも発売[30]された。

### シングル、EP
- 「ヒット・ミー」 - "Hit Me" (2013年)
- 「Covers」 - "Covers" (2014年) ※デジタル配信
- "Rock You" (2020年)
- "Follow the Light" (2021年) ※with Cory Wong
- "Ring of Saturn" (2021年) ※with Cory Wong